# Félia Litvinne
Félia Litvinne, właśc. Françoise-Jeanne Schütz (ur. 19 sierpnia?/31 sierpnia 1861 w Petersburgu, zm. 12 października 1936 w Paryżu) – rosyjska śpiewaczka, sopran.

## Życiorys
Studiowała w Paryżu u Pauline Viardot i Victora Maurela. Na scenie zadebiutowała w 1882 roku w paryskim Théâtre-Italien w Simonie Boccanegrze Giuseppe Verdiego. Występowała na scenach europejskich oraz w Ameryce Północnej i Południowej. W Stanach Zjednoczonych debiutowała w 1885 roku na deskach nowojorskiej Academy of Music. Śpiewała w Théâtre Royal de la Monnaie w Brukseli (1886–1888), Operze Paryskiej (1889) oraz w mediolańskiej La Scali (1890). Od 1890 roku przebywała w Rosji, występując w Moskwie i Petersburgu. W 1896 roku rolą Walentyny w Hugonotach Giacomo Meyerbeera debiutowała w nowojorskiej Metropolitan Opera. Od 1899 do 1910 roku związana była z londyńskim Covent Garden Theatre, gdzie po raz pierwszy wystąpiła w tytułowej roli w Tristanie i Izoldzie Richarda Wagnera. Po raz ostatni wystąpiła na scenie operowej w 1919 roku w Vichy, potem do 1924 roku występowała jeszcze jako artystka koncertująca. Od 1927 roku wykładała w konserwatorium amerykańskim w Fontainebleau.
Zasłynęła przede wszystkim rolami w operach Richarda Wagnera: jako Elza w Lohengrinie, Brunhilda w Pierścieniu Nibelunga, Kundy w Parsifalu, Izolda w Tristanie i Izoldzie. Kreowała także tytułowe role w Aidzie Giuseppe Verdiego i Alceście Ch.W. Glucka oraz rolę Donny Anny w Don Giovannim W.A. Mozarta.
Opublikowała swoje wspomnienia pt. Ma vie et mon art (Paryż 1933). Jej uczennicami były Nina Koshetz i Germaine Lubin.